# Pont Raymond-Barre
Le pont Raymond-Barre est un pont réservé aux transports modes doux situé à Lyon sur le Rhône, reliant le sud de Confluence à Gerland. Il est dédié à Raymond Barre, ancien maire de Lyon. Sa construction s'est achevée le 3 septembre 2013 pour permettre l'extension de la ligne T1 à Gerland.

## Description
En vue du prolongement en février 2014 de la ligne de tramway T1 de Montrochet à la station de métro Debourg à Gerland, un nouvel ouvrage d'art, conçu par l’architecte Alain Spielmann, est construit en aval du pont Pasteur afin de franchir le Rhône.
Il est emprunté par les tramways, les piétons et les cyclistes. Il est long de 260 m pour 17,50 m de large. Ce pont bow-string est constitué de trois travées : une travée centrale de 150 m encadrée par deux autres de 72 m et 38 m. Les travaux ont débuté le 24 novembre 2011 par la pose de la première pierre et se sont achevés en septembre 2013.

Situation du Pont Raymond-Barre

## Construction

### Étude et maîtrise d'ouvrage
L'ossature métallique de ce pont très spécifique a été calculée par le service études du Centre technique industriel de la construction métallique où des modèles complets en éléments finis sont réalisés.
La construction de l'ouvrage est assurée par le groupement d'entreprise Bouygues TP Régions France (mandataire) / Matière (construction métallique) / Zwahlen & Mayr (construction métallique)

### Historique de la construction
La construction du pont se déroule en plusieurs étapes, certaines sont réalisées simultanément.
Les culées ont été placées sur chaque rive (côté Confluence et côté Gerland), elles permettent de supporter le tablier.
Afin de construire les deux piles du pont, un batardeau (enceinte étanche) a été mis en place dans le Rhône. La pile no 1 (côté Confluence) a été réalisée depuis une barge (grue, ouvriers, etc.) et depuis le pont Pasteur pour l'alimentation en béton. La pile no 2 a été réalisée depuis la berge en raison de sa proximité. Chaque pile est fixée au lit rocheux du Rhône par 28 pieux de 18 m.
Le tablier, composé de 3 400 t d'acier, a été assemblé par plusieurs dizaines d'ouvriers sur le port Édouard-Herriot au sud de l'emplacement définitif. Le tablier est composé d'une travée centrale (la partie qui sera située entre les deux piles) et de deux travées de rive (les parties situées entre une pile et une culée).
La partie centrale du tablier (150 m de long) devait être posée le 30 juillet 2013. Une barge spéciale devait soulever la structure, la déplacer sur le Rhône jusqu'aux piles et y déposer la travée centrale. Finalement l'opération a été annulée en raison d'un incident technique sur le dispositif de levage de la structure. Le pont a été posé sur la barge de transport le 31 août, le déplacement sur le Rhône a débuté le 2 septembre et la pose du pont sur les piles s'est déroulée le 3 septembre. Durant l'opération de transport et de positionnement, la navigation sur cette partie du Rhône a été totalement interrompue.
Après la mise en place du tablier, la pose des voies et l'équipement du pont ont été effectués.

## Galerie

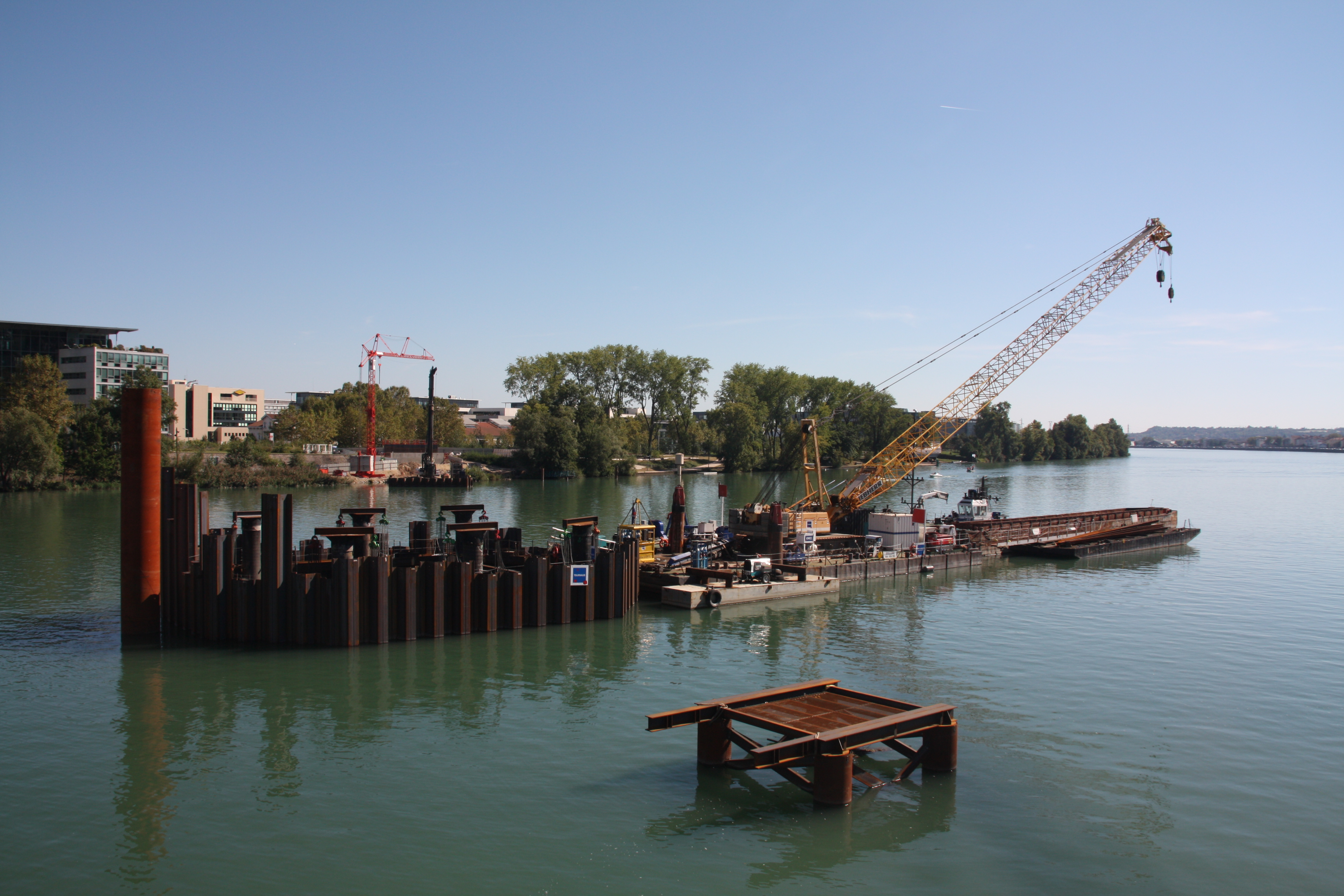
Vue d'ensemble en 2012.
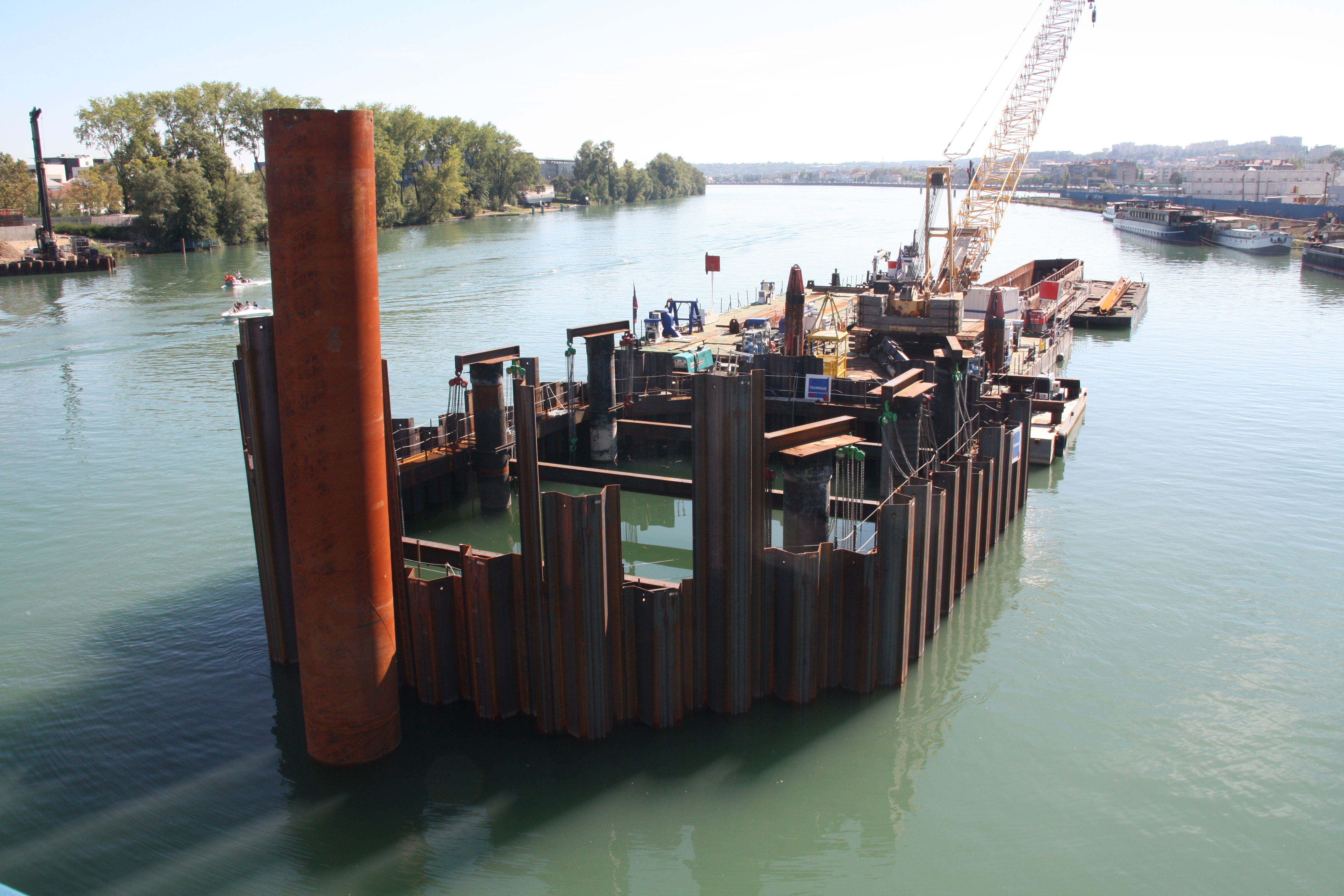
Batardeau pour la construction de la pile centrale du pont en 2012.
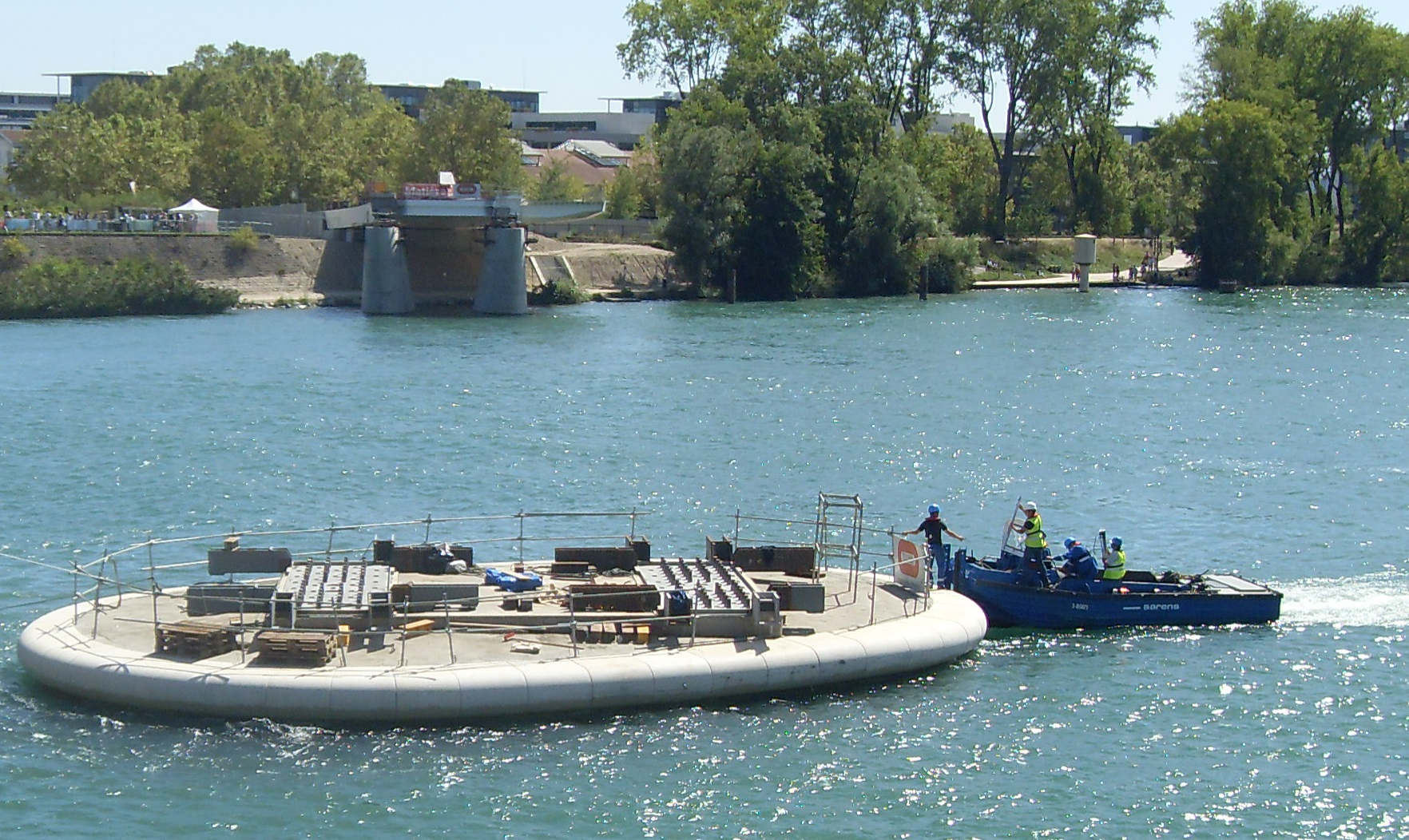
Chantier du pont en septembre 2013, la veille de la pose de la structure en acier.

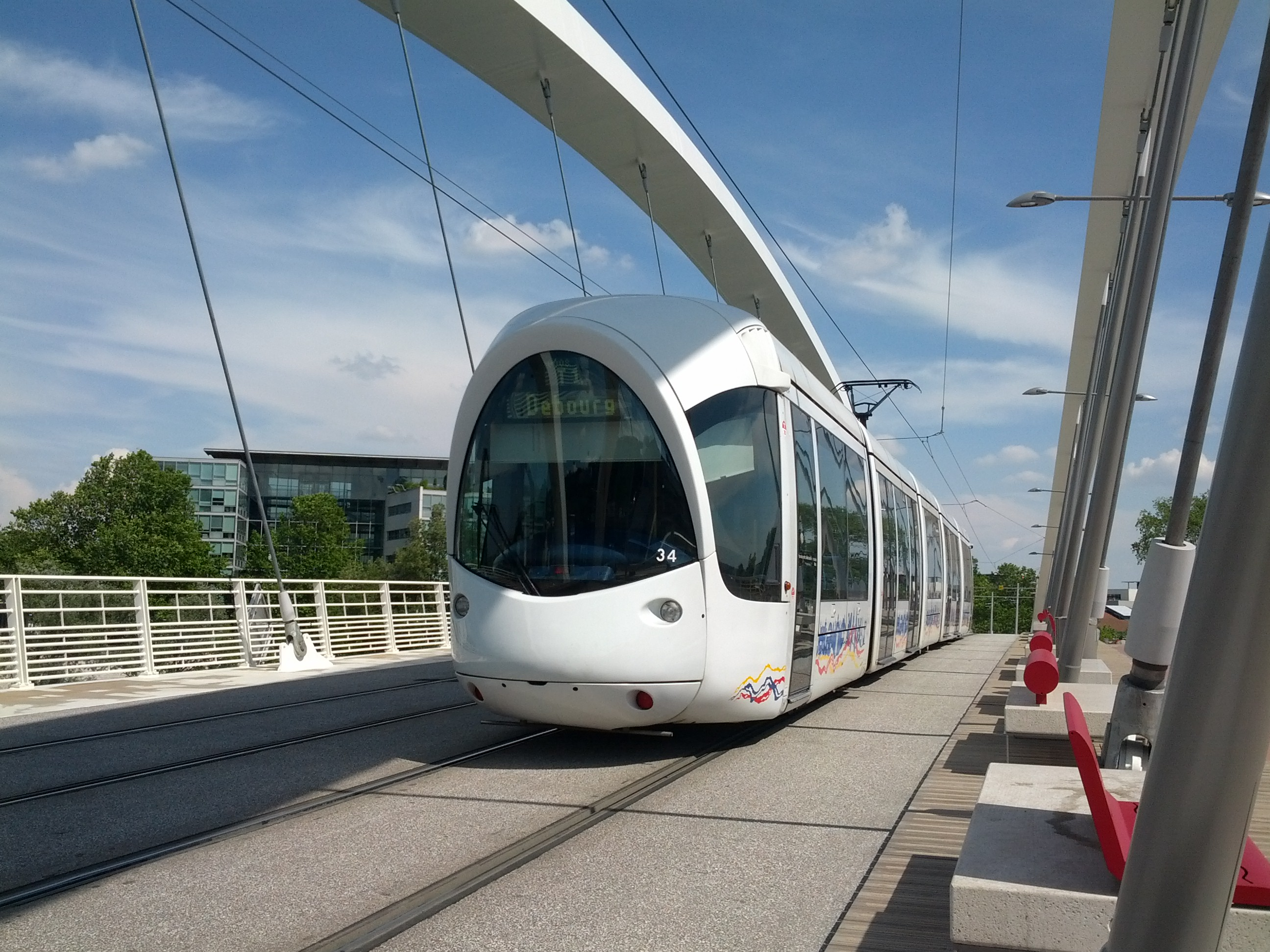
Rame Citadis 302 du tramway T1 en direction de Debourg.
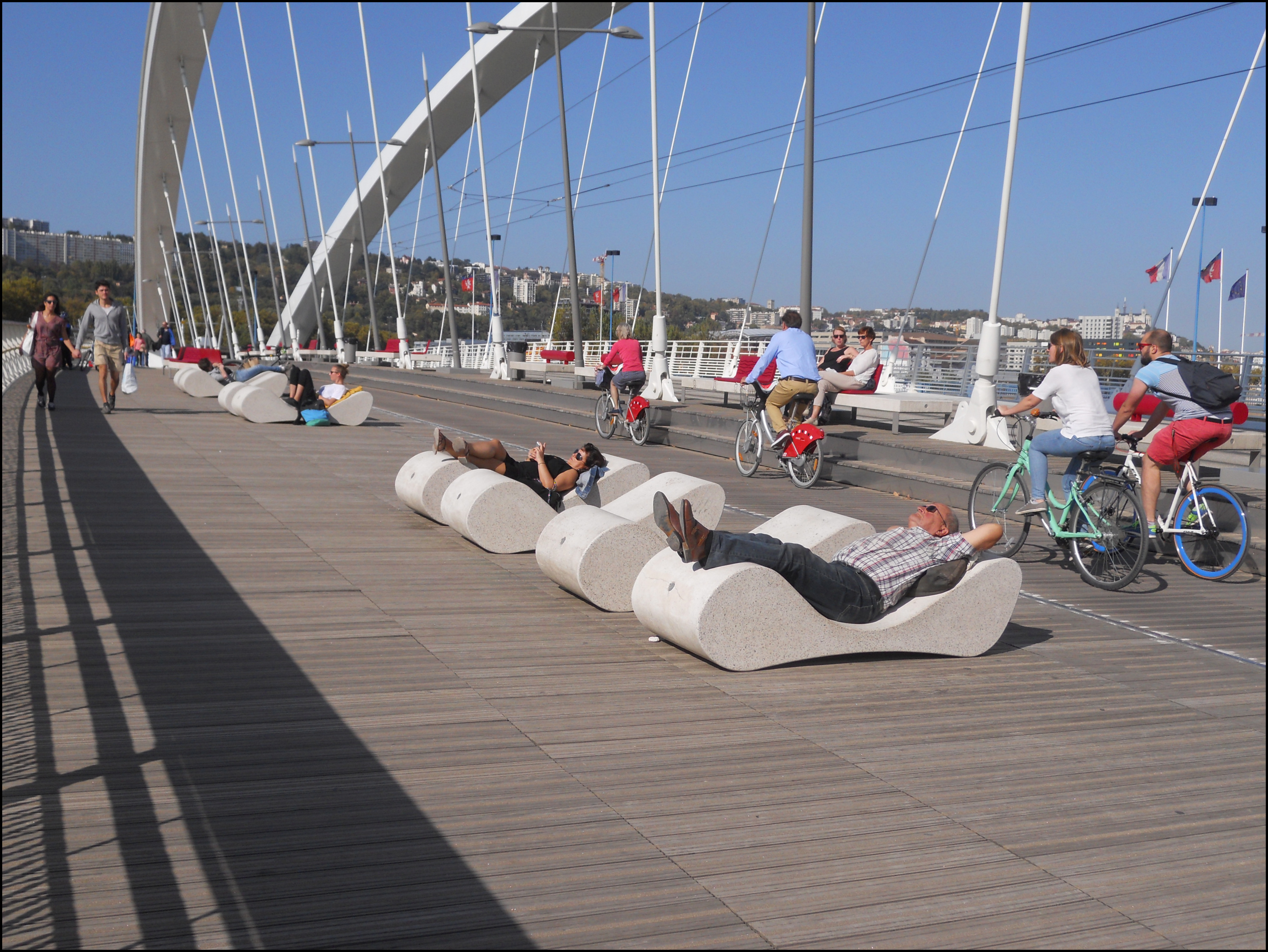
Bronzette sur le pont.

## Sources
- Cet article est partiellement ou en totalité issu de l'article intitulé « Ponts de Lyon » (voir la liste des auteurs).